# Cantone di Allauch
Il Cantone di Allauch è una divisione amministrativa dell'arrondissement di Marsiglia.
A seguito della riforma approvata con decreto del 18 febbraio 2014, che ha avuto attuazione dopo le elezioni dipartimentali del 2015, è passato da 2 a 10 comuni.

## Composizione
I 2 comuni facenti parte prima della riforma del 2014 erano:
- Allauch
- Plan-de-Cuques

Dal 2015 i comuni appartenenti al cantone sono i seguenti 10:
- Allauch
- Auriol
- Belcodène
- La Bouilladisse
- Cadolive
- La Destrousse
- Gréasque
- Peypin
- Plan-de-Cuques
- Saint-Savournin